# Мелён
Мелён (фр. Melun) — главный город французского департамента Сена и Марна (Иль-де-Франс), у северной окраины леса Фонтенбло, в 45 км к юго-востоку от Парижа. Население — 40 503 жителей (2012).

## История

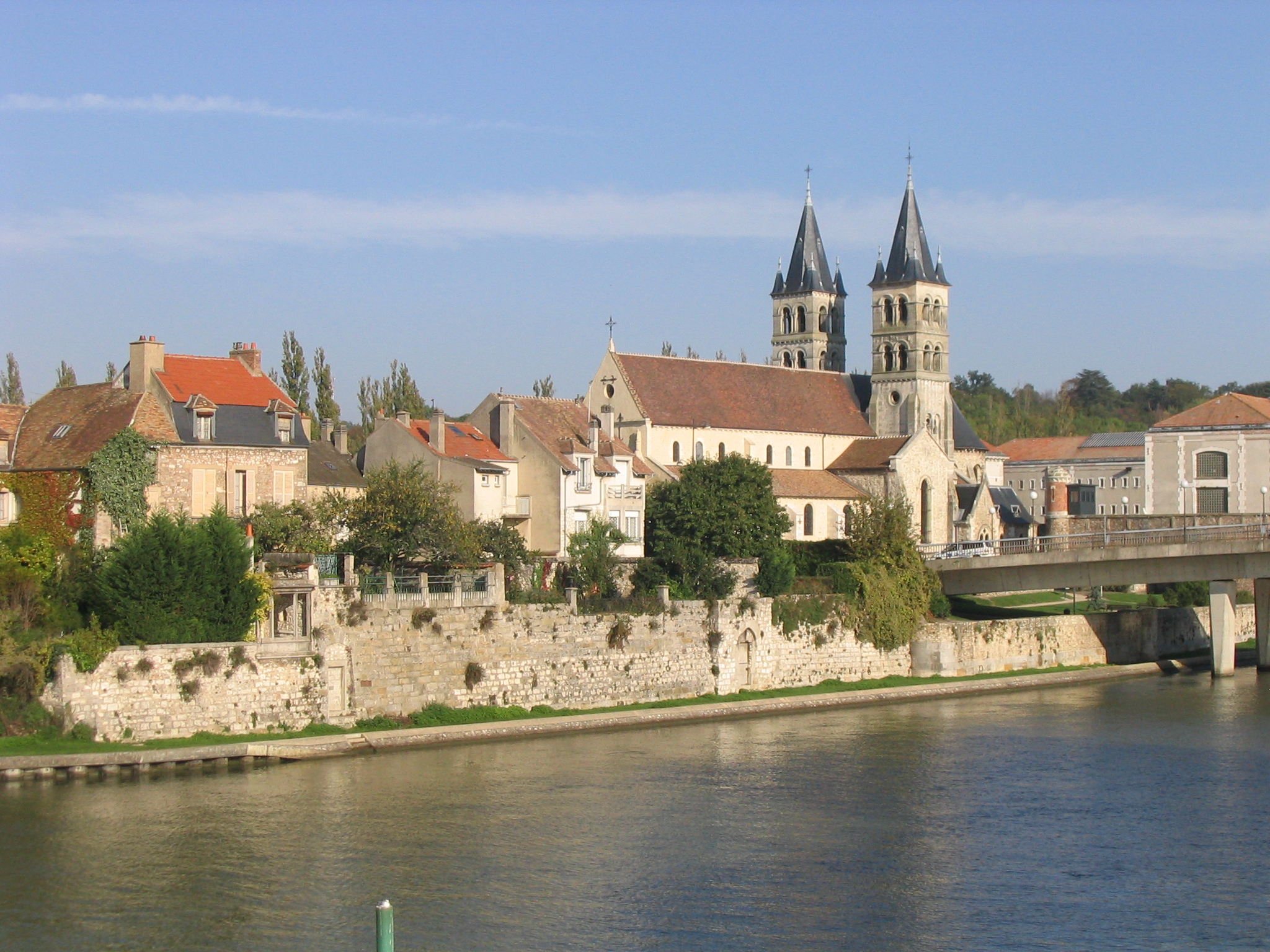
Вид на остров Сент-Этьен.

Мелён расположен на обоих берегах Сены и включает остров Сент-Этьен. На острове находится древнее приорство и романский собор Нотр-Дам. Он был возведён Робертом II в 1016—1031 годах, основательно обновлён в XVI веке, а нынешний вид приобрёл в ходе восстановительных работ XIX века. Оттуда происходит Меленский диптих Жана Фуке.
В Средние века Мелён, известный ещё римлянам как Melodunum, служил излюбленной резиденцией Капетингов. Большая часть города была разрушена во время Второй мировой войны. В окрестностях города сохранился один из лучших образцов французского барокко — дворец Во-ле-Виконт.

## Население
| Население города в XIX—XXI веках |
| -------------------------------- |
|                                  |

## Города-побратимы
- Спелторн (с 1990 года)
- Крема (с 2001 года)
- Уида (с 2003 года)